# راهبه‌های فراری
راهبه‌های فراری (به انگلیسی: Nuns on the Run) فیلمی ۸۹ دقیقه‌ای به کارگردانی جاناتان لین با بازی اریک ایدله است.